# Kraut Line
Die Kraut Line war eine Eishockey-Sturmreihe der Boston Bruins, die von 1936 bis 1947 in der National Hockey League spielte. Die drei Stürmer, die der Kraut Line angehörten, waren Milt Schmidt, Bobby Bauer und Woody Dumart.
Der Name hängt mit dem nordamerikanischen Vorurteil zusammen, dass Sauerkraut das Leibgericht aller Deutschen sei und sie daher als Krauts bezeichnet werden. Die drei Angreifer kamen aus dem heutigen Kitchener, Ontario, einem von Deutschen gegründeten Ort, der bis zum Ersten Weltkrieg Berlin hieß. Ab der Saison 1936/37 spielten die drei gemeinsam für die Boston Bruins. Sie führten das Team zum Gewinn des Stanley Cups 1939. Überragend waren die drei in der Saison 1939/40, als sie in der Scorerwertung die ersten drei Plätze belegten, in den Playoffs reichte es jedoch nicht zur Titelverteidigung. 1941 gewannen sie erneut den Stanley Cup mit den Boston Bruins. Vor Ende der darauffolgenden Saison verließ die komplette Sturmreihe das Team und zog mit der Royal Canadian Air Force in den Zweiten Weltkrieg. Zur Saison 1945/46 kehrten die drei zurück und verstärkten die Bruins wieder. 1952 liefen die drei noch ein Mal für ein Spiel der Bruins gemeinsam auf.